# Мамедханлы, Энвер Кафар оглы
Энвер Кафар оглы Мамедханлы́ (азерб. Ənvər Qafar oğlu Məmmədxanlı; 1913—1990) — советский и азербайджанский драматург, прозаик и сценарист. Заслуженный деятель искусств Азербайджанской ССР (1963). 

## Биография
Родился 15 (28 февраля) 1913 года в Геокчае (по другим данным, в Баку). В 1933 году поступил на сценарный факультет ВГИКа, который он окончил в 1938 году. С 1939 году начал активно писать сценарии для кинематографа, однако первый сценарий оказался провальным: никто из режиссёров не захотел экранизировать его сценарий «Айна», посчитав его сюжет скучным. Режиссёры порекомендовали ему писать намного лучше сценарии, он принял критику и создал ряд значимых сценариев, по которым были созданы фильмы на киностудии «Азербайджанфильм». Член СП СССР. Первая повесть «Водоворот» (1934) посвящена бакинским нефтяникам.
Участник Великой Отечественной войны 1941—1945 годов (был специальным корреспондентом фронтовой газеты в Тебризе). Написал рассказы «Караван остановился» (1944), «На главном проспекте» и «Алые бутоны» (1945) и другие. Пьеса «Утро Востока» (1947) — о становлении Советской власти в Азербайджане. Пьеса «В огне» (1950) — о жизни в Южном Азербайджане. С успехом шла на сцене лирическая комедия «Ширванская красавица» (1957). Мамедханлы Энвер Гафар оглы создал киносценарии «Бахтияр» (поставлен 1942), «Фаталихан» (совместно с Мехти Гусейном, поставлен 1947) и другие. Перевёл на азербайджанский язык сочинения А. С. Пушкина, Л. Н. Толстого, М. Горького, Шекспира, Флобера, Драйзера.
В 1974 году награждён Почётной Грамотой Президиума Верховного Совета Азербайджанской ССР.
Скончался 19 декабря 1990 году в Баку. Село в Уджарском районе Азербайджана носит его имя Названа улица в Хазарском районе города Баку.

## Фильмография

### Сценарист
- 1942 — Бахтияр
- 1947 — Фатали-хан
- 1961 — Сказание о любви
- 1964 — Кого мы больше любим
- 1970 — Светильник матери
- 1979 — Бабек